# Anna Sonnerup
Anna Sonnerup est une biathlète américaine, née en 1962.

## Biographie
En 1990, elle obtient son premier et unique podium en Coupe du monde au sprint de Walchsee (sans faute au tir) et ses meilleurs résultats en championnat du monde (9e à l'individuel et 8e au sprint).
Elle se retire du sport en 1992.

## Palmarès

### Championnats du monde
| Épreuve            | 1987 à Chamonix | 1990 à Oslo, Minsk et Kontiolahti | 1991 à Lahti |
| ------------------ | --------------- | --------------------------------- | ------------ |
| Individuel         | 20e             | 9e                                | 38e          |
| Sprint             | 13e             | 8e                                | -            |
| Relais             | -               | 6e                                | 7e           |
| Course par équipes | -               | 4e                                | -            |

### Coupe du monde
- 16e du classement général en 1990.
- 1 podium individuel : 1 deuxième place.